# Palmarés do Sporting Clube de Braga
Esta é uma lista de títulos e troféus dos principais escalões do Sporting Clube de Braga nas modalidades de Futebol, Futebol de Praia, Atletismo e Natação.

## Futebol

### Masculino

#### Internacionais

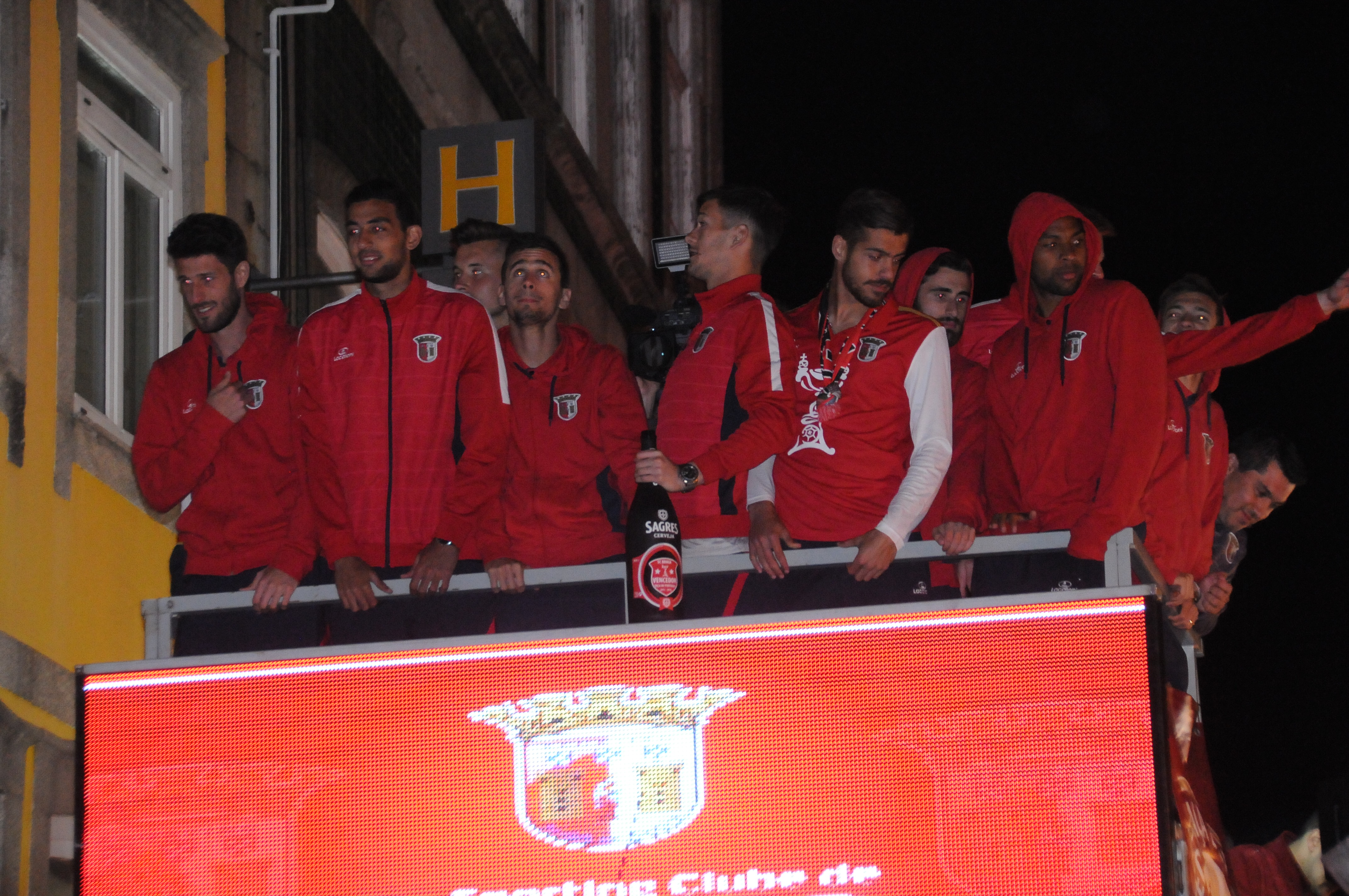
A equipa vencedora da taça 2015/16

- Taça Intertoto: 1

2008/09

#### Nacionais
- Taça de Portugal: 3

1965/66, 2015/16, 2020/21
- Taça da Liga: 3

2012/13, 2019/20, 2023/24
- Taça da FPF: 1

1976/77

### Feminino

#### Nacionais
- Campeonato Nacional: 1

2018/19
- Taça de Portugal: 1

2019/20
- Taça da Liga: 1

2021/22
- Supertaça: 1

2018/19

## Futebol de Praia

### Masculino[1]

#### Internacionais
- Campeonato do Mundo: 2

2019, 2020
- Campeonato Europeu: 3

2017, 2018, 2019

#### Nacionais
- Campeonato de Elite: 9

2013, 2014, 2015, 2017, 2018, 2019, 2021, 2022, 2023
- Taça de Portugal: 4

2019, 2021, 2022, 2023
- Supertaça: 2

2022, 2023

## Atletismo

### Masculino[2]

#### Nacionais
- Campeonato Nacional de Corta/Mato Curto: 1

2019

### Feminino[2]

#### Internacionais
- Taça dos Clubes Campeões Europeus de Corta/Mato: 7

1987, 1988, 1989, 1990, 1991, 1992, 1993
- Taça dos Clubes Campeões Europeus em Estrada: 7

1986, 1987, 1990, 1991, 1992, 1993

#### Nacionais
- Campeonato Nacional de Corta/Mato: 8

2001, 2004, 2006, 2007, 2008, 2009, 2010, 2011
- Campeonato Nacional de Corta/Mato Curto : 8

2001, 2004, 2006, 2007, 2008, 2009, 2010, 2011
- Campeonato Nacional de Estrada: 5

1990/91, 1997, 1998, 1999, 2000

## Natação

### Feminino[3]

#### Nacionais
- Campeonato Nacional de Clubes: 4

1992/93, 1995/96, 1996/97, 1998/99